# Fort główny artyleryjski 47 „Łysa Góra”
Fort 47 Łysa Góra – jeden z fortów V sektora obronnego Twierdzy Kraków. Znajduje się na terenie miejscowości Węgrzce, po wschodniej stronie szosy warszawskiej, kilkaset metrów od niej. Fort powstawał etapami w latach 1872–1885. Fort Łysa Góra jest jednym z największych fortów artyleryjskich twierdzy. Rozpiętość jego szyi mierzona w granicach przeciwstoku fosy sięga 360 m, zaś głębokość narysu, licząc od ściany elewacyjnej koszar do zewnętrznego skraju fosy na załamaniu czołowym, wynosi 136 m.
„Łysa Góra” jest wczesnym fortem artyleryjskim szkoły austriackiej, mocno nietypowym na tle późniejszych realizacji dzieł tej klasy; wykazuje też znaczne wpływy ówczesnej szkoły niemieckiej. Na jego nietypową formę największy wpływ miała zapewne kilkuetapowa realizacja dzieła. Decyzję o budowie fortu podjęto w roku 1872; w tym samym roku przyznano pierwszą transzę kredytu (400 tys. złotych reńskich) na jego budowę oraz kosztem 16 611 złotych reńskich dokonano wykupu gruntów pod planowane dzieło; stąd rok ten przyjmuje się jako datę początkową jego realizacji. Pierwsze prace budowlane podjęto jednak dopiero w roku 1874, a ukończenie budowy – na tym etapie dziejów fortu, w postaci dzieła prowizorycznego (Prowisorisches Werk), o konstrukcji ziemno-drewnianej, być może z elementami murowanymi – nastąpiło w roku 1878. Fort został następnie przebudowany na dzieło stałe w latach 1883–1885.

## Charakterystyka budowli
„Łysa Góra” jest obiektem mocno nietypowym. Po pierwsze, jako jedyny fort artyleryjski w Twierdzy Kraków ma konstrukcję ceglaną; jedynie bardzo nieliczne elementy konstrukcyjne wykonano z betonu (większość sklepień w podwalni prawego barku, sklepienie skrajnej prawoskrzydlowej kazamaty w podwalni czołowej, sklepienie poterny wiodącej do kazamat broniących zatoki w narożu lewego barku i szyi, częściowo sklepienie poterny głównej, sklepienia aneksów flankujących ściany bateryjne kaponiery czołowej, większość schronów pogotowia na wale artylerii). Dość chaotyczne i niekonsekwentne zastosowanie konstrukcji betonowych w połączeniu z nietypowymi, niemodularnymi rozmiarami pomieszczeń może świadczyć o realizacji obiektu w okresie zmiany standardów konstrukcji i rozwiązań budowlanych – w okresie, gdy stare rozwiązania były zastępowane nowymi, dopiero wypracowywanymi i modyfikowanymi. Po drugie, fort charakteryzuje się nietypowym narysem i układem przestrzennym. Jest fortem jednowałowym o mocno niesymetrycznym narysie. Blok jego koszar szyjowych posiada narys półbastionowy (jak dzieło rogowe), podobnie jak np. koszary fortów Krzeslawice, Rajsko bądź Pasternik, jednak charakteryzuje się nieumiarowionym narysem – każdy kąt i każdy bok koszar mają nieco inną miarę i długość, co skutkuje asymetrią rzutu budowli. Różne są rozmiary i liczba kazamat w poszczególnych partiach koszar: ich prawe skrzydło w partii półbastionu ma jedną kazamatę więcej niż analogiczny odcinek lewego skrzydła, ale  bark prawego półbastionu jest nieco krótszy niż lewego, co wynika z mniejszej długości kazamat na tym skrzydle. Również inne pomieszczenia kubaturowe fortu cechują się indywidualnymi rozwiązaniami i nie przystają do standardów i modułów budowlanych (rozpiętości łuków, długości pomieszczeń, szerokości korytarzy potern, rozplanowanie kaponier itp.), stosowanych w projektowaniu i realizacji austriackich fortów w latach 80. – co może świadczyć o zrealizowaniu większej części kubatur fortu jeszcze w latach 70. Koszary szyjowe są znacznie mniejsze, niż koszary innych fortów (tylko 170 m długości elewacji w rozwinięciu) i zajmują jedynie około 1/3 długości szyi fortu. Ponieważ koszary są niewielkie i nie mogły pomieścić całej załogi, w centrum założenia wbudowano osiowo symetryczny blok kazamatowy o funkcjach mieszkalnych. Wkomponowanie go w istniejący już narys fortu prawdopodobnie wymusiło nietypowy narys poterny głównej fortu – poprowadzonej z charakterystycznym zakrzywieniem. W miejscu zajmowanym przez ten blok, w innych austriackich fortach artyleryjskich lokowano tzw. budynek zapleczny (Parados – Gebaude; we współczesnej literaturze określany jako schron główny), mieszczący przede wszystkim magazyny amunicji (prochownie). Te ostatnie z kolei ulokowano w „Łysej Górze” w podwalniach – mocno rozbudowanej czołowej i znacznie mniejszej, pod prawym barkiem, i połączono z wałem artylerii windami amunicyjnymi o ręcznym napędzie. Zastosowanie podwalni wymusiło z kolei przyjęcie dwupoziomowego układu komunikacji wewnątrz fortu – z dziedzińcem przed podwalnią i drogą do wejścia do poterny lewego barku w wykopie. Elementy te (podwalnie z prochowniami, dwupoziomowy układ komunikacji) wydają się być wpływami szkoły niemieckiej. Nietypowy był także sposób rozwiązania przeszkody – fosa z omurowanym przeciwstokiem, ale bez typowego dla szkoły austriackiej muru przeszkodowego u podnóża wału.

## Modernizacja i obsada fortu przed I wojną światową
Fort był modernizowany przez Austriaków przed wybuchem I wojny światowej. Modernizacja objęła m.in. wymianę istniejących stropów kaponiery czołowej (sklepienie ceglane?) na płaski strop stalobetonowy, identyczny jak w fortach pancernych z lat 90. Stropy takie otrzymały także dwa schrony pogotowia na wale artylerii – jedyne o ścianach konstrukcji ceglanej. Wymieniono również lufy armat w kaponierach (z odprzodowych z systemu M. 59 na odtylcowe kazamatowe, z systemu M. 75). Przerobiono także część strzelnic w kaponierach, zastępując w każdej ścianie bateryjnej dwie starsze, pionowe strzelnice szczelinowe jedną nową strzelnicą z tarczką pancerną, zestopniowaniem przeciwrykoszetowym i lawetą dla ręcznego karabinu (Gewehrlafette). Łącznie w całym forcie wykonano cztery takie strzelnice – po jednej dla każdego odcinka fosy. Na wale fortu, w nasypach części poprzecznic wycięto okopy dla piechoty, tworząc praktycznie ciągłą pozycję strzelecką na obwodzie wałów, oraz dodano dwa typowe pancerne stanowiska obserwacyjne, tzw. „kopuły kufrowe” o odporności przeciwodłamkowej, umieszczone w narożach czoła i barków. Wiązało się to z redukcją uzbrojenia artyleryjskiego (przesuwanego do stałych i polowych baterii, lokowanych w międzypolach) i wzrostem roli piechoty w obronie dzieła. W sumie modernizacje były powierzchowne i nie wpłynęły istotnie na wzrost potencjału bojowego fortu, w warunkach roku 1914 mocno już przestarzałego.
Załogę fortu w latach 80. XIX wieku stanowiło 951 ludzi, w tym 22 oficerów i lekarz. Uzbrojenie stanowiło 7 armat 15 cm wzoru M. 61, 7 armat 12 cm M. 61 (do walki z artylerią przeciwnika i zwalczania prac oblężniczych) oraz 8 sztuk 10 cm armat polowych M. 63 – używanych jako broń przeciwszturmowa. Zestaw dział wałowych uzupełniały „dwa 30cm moździerze dla wyrzucania bomb”, zapewne wzoru M. 59 – łącznie fort posiadał więc 24 działa wałowe. Do obrony fos przeznaczono ponadto 12 armat 15 cm określanych jako „leichte Granatkanone”.
W roku 1914 etat załogi i uzbrojenia był już mocno zmieniony. Etatowa załoga miała liczyć już tylko 436 ludzi, w tym 9 oficerów; nie przewidywano etatu dla lekarza. Uzbrojenie artyleryjskie zostało zredukowane – fort miał już tylko 10 dział wałowych, z czego 6 15 cm armat M. 61 do walki dalekiej i 4 9 cm armaty M. 75/96 do obrony bliskiej. Liczba dział kazamatowych w kaponierach nie uległa zmianie, wymieniono je jednak na 9 cm armaty kazamatowe (na dotychczasowych lawetach od leichte Granatkanone). Zestaw uzbrojenia dopełniały dwa przenośne karabiny maszynowe M. 7/12, do użycia na wałach.

## Wykorzystanie fortu po I wojnie światowej
Fort nie brał udziału w walkach podczas I wojny światowej – rozgrywały się one na jego dalszym przedpolu, poza strefą donośności jego armat. Był jednak w pełni uzbrojony i doprowadzony do pełnej gotowości bojowej. W okresie międzywojennym służył Wojsku Polskiemu jako obiekt koszarowy, a po II wojnie światowej – jako koszarowy i magazynowy. Uległ w tym czasie szeregowi zmian i wtórnych przekształceń, włącznie z „barbarzyńskim” uszkadzaniem kubatur, przekopywaniem wałów, zasypywaniem fos itd. Po opuszczeniu przez wojsko został przekazany Agencji Mienia Wojskowego i sprzedany gminie Zielonki, a następnie odsprzedany firmie „Europrojekt”, która wzniosła wokół niego osiedle mieszkaniowe. Obecnie fort jest niedostępny, przechodzi powolny remont i adaptację na motel.